# اگوادا سسیلیو
اگوادا سسیلیو (به اسپانیایی: Aguada Cecilio) یک منطقهٔ مسکونی در آرژانتین است که در ایالت ریو نگرو واقع شده‌است.

## خصوصیات
اگوادا سسیلیو ۱۱۹ نفر جمعیت دارد و ۲۵۴ متر بالاتر از سطح دریا واقع شده‌است.